# Вајлдвуд (Тексас)
Вајлдвуд (енгл. Wildwood) насељено је место без административног статуса у америчкој савезној држави Тексас.

## Демографија
По попису из 2010. године број становника је 1.235.
| Група             | 2000.    | 2010.         |
| Белци             | 0 (0,0%) | 1.182 (95,7%) |
| Афроамериканци    | 0 (0,0%) | 2 (0,2%)      |
| Азијати           | 0 (0,0%) | 8 (0,6%)      |
| Хиспаноамериканци | 0 (0,0%) | 31 (2,5%)     |
| Укупно            | 0        | 1.235         |